# Guns of Brixton
Pour la chanson des Clash, voir The Guns of Brixton.
Guns of Brixton est un groupe de post-rock/dub français, originaire de Caen, dans le Calvados. Le groupe compte quatre albums studio publiés entre 2003 et 2012. Le groupe se reforme en 2018 à l'initiative du festival Nördik Impakt.

## Biographie

### Near Dub Experience
Le groupe est formé en 2002 à Caen. Leur nom fait référence au célèbre morceau homonyme des Clash,. À l’origine, le groupe compte cinq membres. Deux ans plus tard, en 2004, ils se retrouveront à quatre : Nicolas (basse), Sidoine (batterie), Cyrille (guitare) et Steven (machines). Guns of Brixton produit en 2004 un premier album, intitulé Near Dub Experience.
Leur style musical se traduit par une ouverture d'esprit : un électro-dub sombre aux influences très rock et aux effets multiples qui les place immédiatement sur la scène indépendante aux côtés de Lab°, Idem, et Ez3kiel. Parmi ces huit titres, à noter l'apparition du premier 8 minutes (8 minutes au Tibet), titre gimmick récurrent de tous les albums du groupe. Très vite remarqué pour leurs prestations scéniques, Guns of Brixton se produira par deux fois au Printemps de Bourges, mais également au SUM festival, ou au festival Nördik Impakt.

### in.dub.out
Le 6 novembre 2006, le groupe publie son deuxième album, in.dub.out, aux labels Lakalashnik'off et PIAS. Malgré son titre évocateur de leurs influences assumées, les Guns of Brixton ne font toujours pas du dub, mais plutôt du post-dub : les guitares sont omniprésentes et les influences du reggae plus que remisées au fin fond des compositions. L'album s'ouvre avec le titre Devant leurs yeux et son sample évoquant le génocide juif pendant la Seconde Guerre mondiale.
Alternant morceaux instrumentaux et titres « parlés », Guns of Brixton choisit, à l’aide de bribes de voix qui reviennent comme des gimmicks inquiétants, de rappeler au monde les horreurs qu’il a commises, samplant le discours du lancement de la première guerre du golfe sur Opération Bretzel ou mettant en musique une poésie urbaine (MC Blueveiner a.k.a Damny de La Phaze) sur 911. Des titres à l'architecture post-rock, oppressants et massifs, qui rangent le groupe aux côtés d'artistes tels que Refused, Unsane ou Neurosis. Et cette fois, 8 minutes en Corse. Le groupe repart pour une tournée conséquente, passant du Télérama Dub Festival au Fusion Festival en Allemagne.

### Cap Adare
En mars 2009, Guns of Brixton livre son troisième album sous la forme d'un double LP vinyle. Cap Adare marque un tournant dans la carrière du groupe. Malgré le titre Dub's Not Dead, c'est un son rock avec des riffs de guitares saturées qui parcourt l'album. Si le dub n'est plus prédominant, il apparaît encore lors des ruptures de styles et de rythmes dont le groupe raffole. Des titres noisy flirtent avec un chant caverneux sur Cannibale et 8 minutes au cap Adare et on retrouve même l'ambiance punk-reggae, que les Clash avaient su conceptualiser, sur les morceaux Another Strange Day of Live et 20 000 mieux sous l'éther. Cap Adare tranche avec les deux opus précédents. Plus électrique et plus tranchant, il s'éloigne des rives lisses du dub-rock et se rapproche de Mogwaï ou Pelican.

### Inlandsis
Inlandsis est publié en 2012, se situe davantage à la croisée du post-rock et du post-hardcore, dans la veine de groupes comme Om ou Mono. Les textes hurlés et l'ambiance post-hardcore évoquent même AmenRa. Le post-rock de l'album se caractérise par des distorsions, tirant davantage dans la direction de Mogwaï que des Clash. Pendant cette période, le groupe participe au spectacle de danse contemporaine On Air.